# Société des autoroutes Paris-Normandie
La Société des autoroutes Paris-Normandie (SAPN) est une société française concessionnaire d'un réseau de 368 km d'autoroutes dans l'ouest de la France. Son chiffre d'affaires annuel s'élève à 283,2 millions d'euros (2006).

## Le réseau concédé
- A13 (autoroute de Normandie), 233 km, entre Orgeval et Caen (en flux libre)
- A13a, 3 km (en flux libre)
- A14 (autoroute de désaturation de Paris entre La Défense et Orgeval (Yvelines)), 19 km (en flux libre)
- A29, partie de l'autoroute des estuaires, 119 km.
- A131, entre Bourneville et le Pont de Tancarville, 15 km.
- A132, 5,5 km.
- A139, 3 km.
- A150, entre Rouen et Barentin - entre Écalles-Alix et Veauville-lès-Baons, km.
- A151 entre Varneville-Bretteville et Eslettes, 11 km.
- A154, 9 km.
- A813, 4 km.

Ce réseau est concédé par l'État jusqu'en 2033.

## Statut juridique
La SAPN est une filiale à 99,97 % de la Société des autoroutes du Nord et de l'Est de la France (Sanef).

## Histoire

### Identité visuelle (logo)

Jusqu'en 2009.
Logo actuel.